# Bruant jaune
Emberiza citrinella
Espèce
Statut de conservation UICN

LC : Préoccupation mineure
Le Bruant jaune (Emberiza citrinella) est une petite espèce de passereaux appartenant à la famille des Emberizidae, migrateur partiel (certains individus restent sédentaires en hiver, dont en zone nordique). C'est une espèce en déclin.

## Description
Cet oiseau mesure environ 16 ou 17 cm pour une envergure de 26 à 27 cm et une masse moyenne comprise entre 26 et 29 g (valeurs extrêmes de 20 et 35 g). Les autres mensurations sont : 79 à 97 mm pour l'aile pliée du mâle et 75 à 89 mm pour celle de la femelle, 60 à 75 mm pour la queue, 16 à 21 mm pour le tarse et 10 à 14 mm pour le bec.
Le mâle, la femelle et le jeune arborent un croupion et les sus-caudales brun roux.
Le mâle présente une tête jaune canari rayée de vert brunâtre sur le dessus et les côtés. Les ailes et le dos sont brun roux jaunâtre rayés de brun noir avec les rémiges de cette dernière couleur et liserées de verdâtre et de brunâtre, les plus internes de roux. Le dessous du corps est jaune avec les flancs teintés de roux et rayés de brun noir. Les sous-caudales sont également rayées. Les rectrices sont brun noir avec des liserés pâles, les deux paires externes en partie blanches.
La femelle est plus terne (en particulier le jaune des parties inférieures) que le mâle avec moins de jaune et plus de vert à la tête et à la gorge, la poitrine et les flancs bruns rayés de noir.
Les adultes effectuent une mue complète entre août et octobre tandis que celle des jeunes est partielle entre juillet et octobre.

## Répartition et habitat

### Répartition

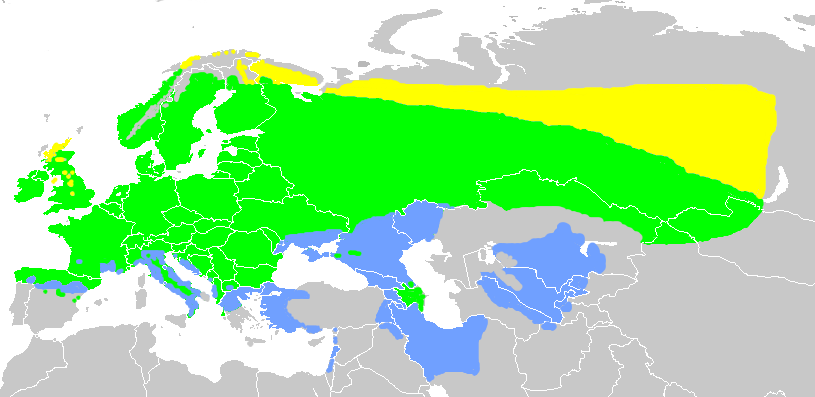
Habitat permanent
Zone de reproduction
Zone d'hivernage

Le bruant jaune couvre la majeure partie de l'Europe, ainsi qu'une grande partie de la Russie et le nord du Kazakhstan. 
La limite méridionale de sa distribution passe par le nord de l'Espagne, le sud de la France, l'Italie (Latium et Calabre), les pays de l'ex-Yougoslavie et la Hongrie. Au nord, cet oiseau se reproduit jusqu'au 70e parallèle nord de latitude en Norvège et en Finlande.

### Migration
Le bruant jaune est majoritairement sédentaire ; seules les populations les plus au nord migrent pour l'hiver. Sa migration débute entre septembre et novembre. Il hiverne dans le nord de l'Espagne, les côtes de l'Italie, dans les Balkans et en Turquie pour les populations de l'ouest, et vers la Transcaucasie, l'Iran ou le sud du Kazakhstan pour les populations orientales.

### Habitat
Le Bruant jaune peuple les milieux ouverts comportant des buissons et des haies, les landes et les pentes montagneuses riches en insectes et habitats variés. Hors de la période de reproduction, il fréquente essentiellement les terres agricoles.

## Écologie et comportement

### Alimentation

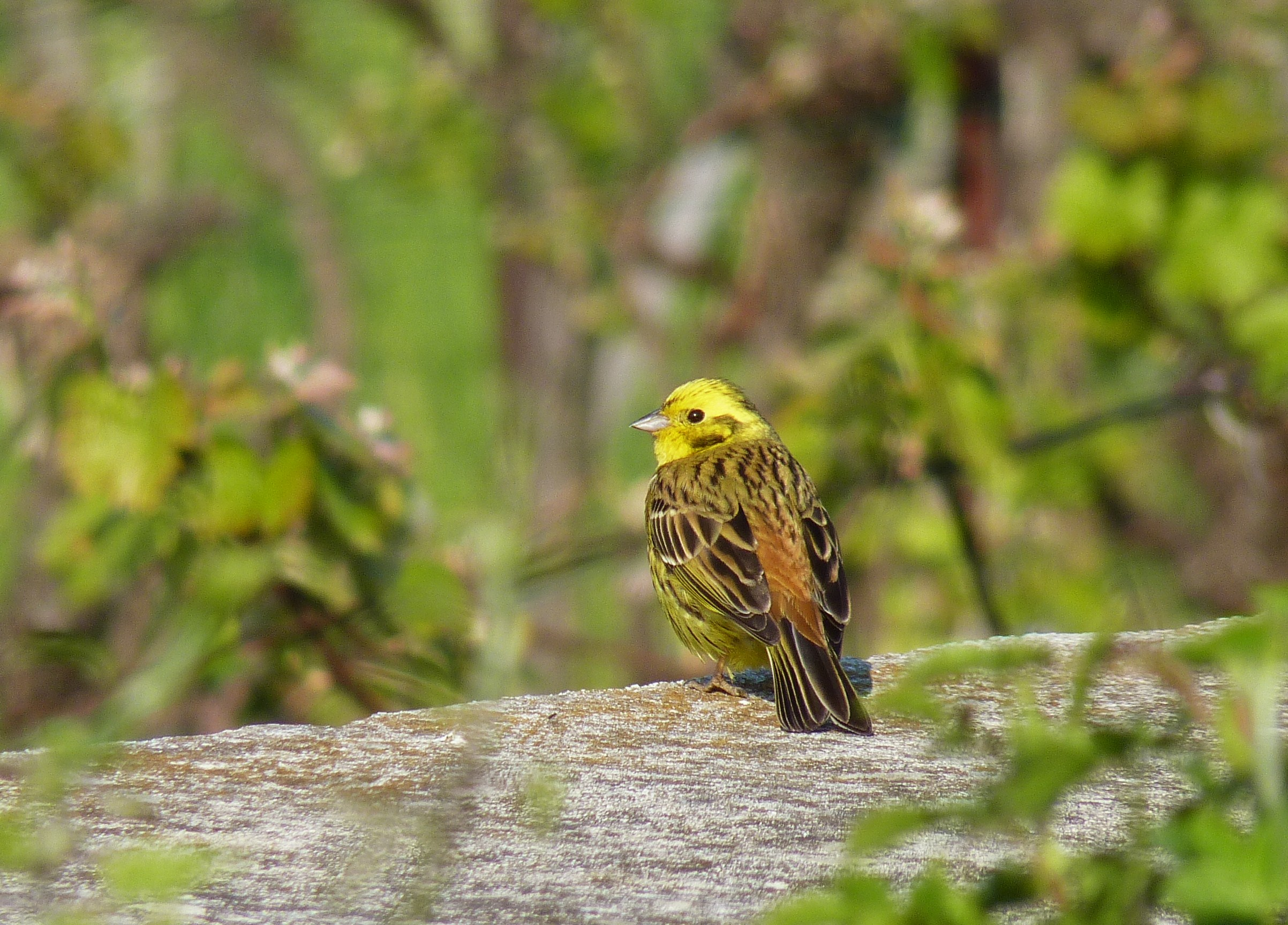

Il varie selon l'année et l'âge de l'oiseau. Les graines d'herbacées (céréales notamment) constituent une bonne part de l'alimentation du Bruant jaune adulte ; il les glane à même le sol quand elles sont tombées d'épis murs, le long des chemins, dans et sur les chaumes, sur les bords de champs (probablement parce que les marges des champs sont généralement plus riches en invertébrés) et parfois dans les champs fraîchement ensemencés. Les petites graines de nombreuses plantes sauvages lui fournissent aussi une provende abondante. 
Ponctuellement, il mange aussi des baies et de jeunes pousses vertes. 
Au printemps, les couples recherchent activement des insectes adultes certaines larves (coléoptères, chenilles, sauterelles, etc.), de petits arthropodes (araignées et myriapodes), et même de petites limaces et des vers de terre.
Plusieurs études ont porté sur les choix du Bruant jaune en matière d'habitats et d'aires de nourrissage, : Des cultures à larges feuilles et des zones peu végétalisées sont généralement préférées en début de saison de reproduction ; le Bruant jaune y trouve les invertébrés qu'il recherche pour le nourrissage des petits. Toutes les couvées sont nourries d'invertébrés et en particulier de chenilles et d'araignées et de Tipulidae qui semblent particulièrement appréciés par cette espèce qui joue donc un rôle dans le contrôle de ces taxons (dont certains sont des ravageurs de l'agriculture).

Dès qu'ils deviennent autonomes, les jeunes oiseaux, comme les adultes recherchent des graines (et moindrement des baies) dans les zones riches en herbacées (Certains prés et cultures de céréales et chaumes des talus leur offrent alors des habitats de substitution, même quand ils ne sont pas fauchés ou moissonnés avant que les graines ne soient bien mûres, car il semble (à la différence d'autres espèces) se contenter de graines encore immatures. Toutefois les pesticides peuvent faire de certains champs des pièges écologiques pour les oiseaux qui s'attendent à y trouver une nourriture abondante et de qualité qui privent les nichées de nourriture.

### Reproduction

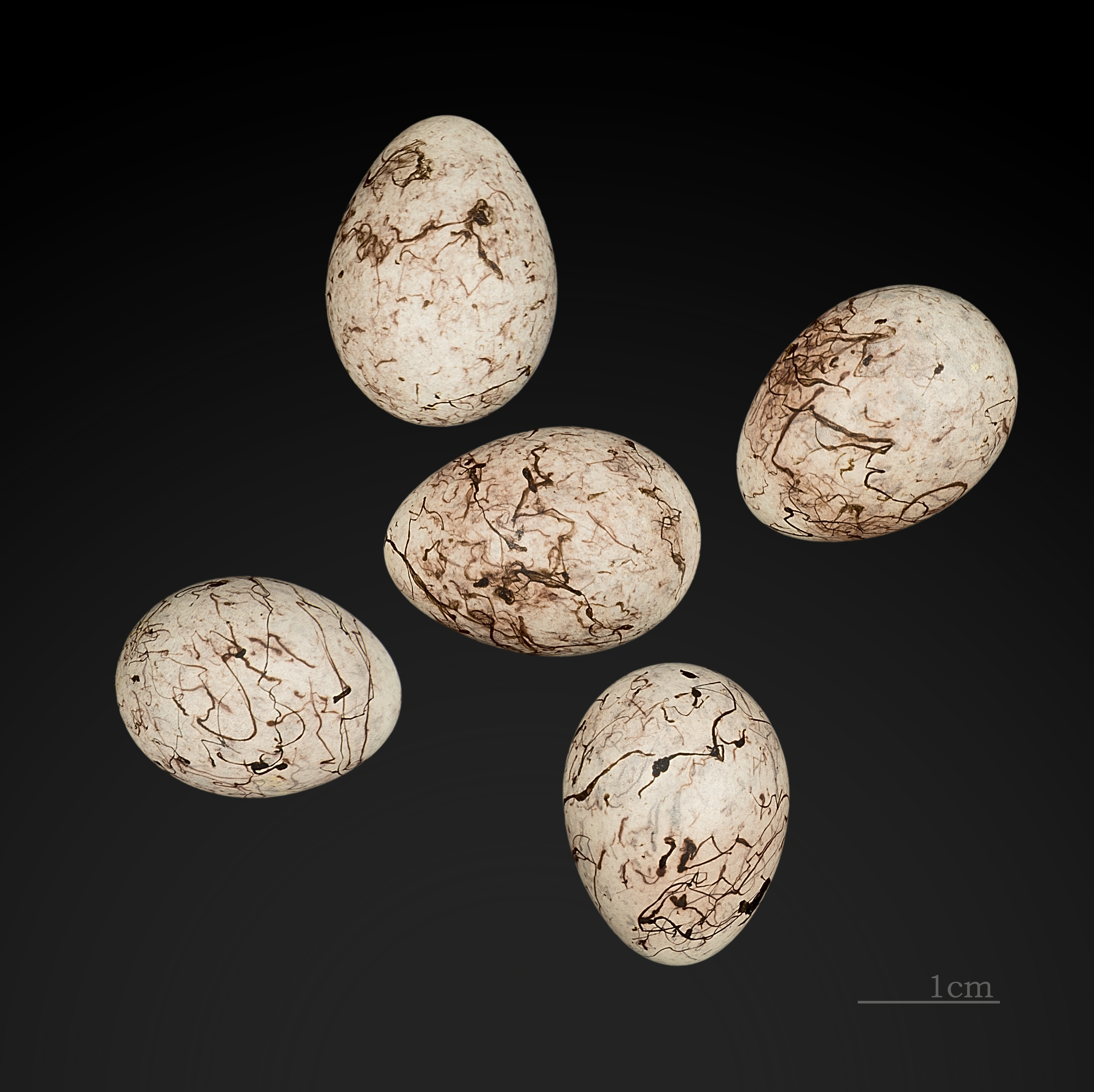
Œufs de Bruant jaune - Muséum de Toulouse

La couleur et la qualité du plumage (qui reflète aussi la santé de l'oiseau), est l'un des critères qui orientent le choix des femelles. En 1995 J Sundberg a expérimentalement montré en laboratoire qu'elles préfèrent les mâles dont la couleur jaune est la plus vive.
Le Bruant jaune est un nicheur tardif. En effet, la femelle ne construit son nid qu'en avril ou au début de mai au moment des premières émergences d'insectes et il peut se reproduire jusqu'en aout. 
Pour son nid, la femelle collecte des matériaux dans les environs du site qu'elle a choisi. Elle pond 3 ou 4 œufs, dont la taille est variable (avec comme valeurs extrêmes : 18,0-25,9 mm × 14,3-17,8 mm). Elle les couve seule durant 11 à 14 jours. Il faudra attendre autant de temps après l'éclosion pour que les jeunes quittent le nid (9 à 14 jours), toujours nourris par les parents pendant une dizaine de jours. Si la femelle entreprend une seconde couvée, c'est le mâle seul qui assure ce nourrissage après l'envol.
Le succès de reproduction peut être compromis par printemps anormalement froid (qui retarde l'apparition des invertébrés-proies), mais aussi par l'utilisation d'insecticides dans l'environnement de l'oiseau.

### Voix
Son cri est un tsirt court. Le mâle chante généralement sur un promontoire, et produit un didididi dîî.
C'est ce chant, dont souvent on ne remarque habituellement pas le début, qui trahit la présence de cet oiseau grâce à la longue note très aiguë qui le termine.
Il est chanté à des moments et lieux différents selon un pattern spatiotemporel notamment étudié par Møller dans les années 1980. Hiett et ses collègues ont étudié son répertoire et ses variations saisonnières.

### Prédation
Les bruants jaunes sont la proie de plusieurs prédateurs aviens, incluant l'Épervier d'Europe et la Pie-grièche grise.
Son nid est la cible de nombreux rongeurs, ainsi que des corvidés incluant la corneille, le geai et la pie.

## Systématique

### Sous-espèces
On reconnait 3 sous-espèces :
- E. c. citrinella (Linnaeus, 1758) : La sous-espèce nominale. Vit dans une large partie de l'Europe, en dehors du sud-est. Inclus E. c. nebulosa et E. c. sylvestris.
- E. c. caliginosa (Clancey, 1940)  : Vit en Irlande, sur l'Île de Man et dans la moitié nord-ouest de la Grande-Bretagne. Légèrement plus petite et terne que citrinella[17].
- E. c. erythrogenys (Brehm, 1855), de protonyme Emberiza erythrogenys, peuplant l'Europe orientale (Balkans, Pologne, Ukraine et Russie) et la Sibérie occidentale, au plumage plus pâle dessus et dont les mâles présentent une large bande pectorale rousse et davantage de roux (bien que terne) sur la poitrine et les flancs (mais seulement une vague trace de la bande pectorale olive typiquement présente chez les deux autres sous-espèces).

### Hybridation
Le Bruant jaune s'hybride fréquemment avec le Bruant à calotte blanche dans les régions où ces deux membres de la même super-espèce cohabitent, soit de l'Oural au Lac Baïkal. Les hybrides présentent un plumage intermédiaire (surtout évident chez les mâles) entre ces deux espèces.

## Le bruant jaune et l'humain

### Conservation
Cette espèce autrefois commune dans une grande partie de l'hémisphère nord est en régression (accéléré au Royaume-Uni à partir des années 1980, après une période de stabilisation ). 

Le Bruant jaune est cependant considéré comme une "préoccupation mineure" par l'UICN en raison de sa large aire de répartition et sa très grande population (plus de 40 000 000 d'individus), même si celle-ci est en déclin.   
L'homogénéisation et la simplification des paysages par les modifications des pratiques agricoles, et le développement de l'usage des insecticides (en particulier les pulvérisations d'insecticides à large spectre en période de reproduction) semblent être les principales causes de sa régression.  La généralisation de l'utilisation d'insecticides à large-spectre, notamment en mars-juin contribue également au déclin de l'espèce dont les jeunes sont exclusivement insectivores et consommateurs d'autres petits invertébrés. Plus l'agriculture est intensive et utilise de pesticides, moins les jeunes sont correctement nourris; ceux qui survivent sont en moins bonne condition physique.
Divers parasites, bactéries, virus peuvent l'affecter, comme tous les oiseaux.
En France, la population de Bruants jaunes a chuté de 33 % entre 2004 et 2017.

#### Protection
Le Bruant jaune bénéficie  d'une protection légale totale sur le territoire français depuis l'arrêté ministériel du 17 avril 1981 relatif aux oiseaux protégés sur l'ensemble du territoire. 
Il est donc interdit de le détruire, le mutiler, le capturer ou l'enlever, de le perturber intentionnellement ou de le naturaliser, ainsi que de détruire ou enlever les œufs et les nids, et de détruire, altérer ou dégrader son milieu. Qu'il soit vivant ou mort, il est aussi interdit de le transporter, colporter, de l'utiliser, de le détenir, de le vendre ou de l'acheter. Il continue néanmoins à régresser, comme de nombreux oiseaux des zones agricoles.
L'agriculture biologique associée à des systèmes agricoles qui augmentent ou entretiennent une grande diversité d'habitats dans le paysage (systèmes bocagers notamment) permettraient de restaurer les populations de cette espèce, celles d'autres bruants et de nombreuses autres espèces dépendant des insectes pour une partie de leur cycle de vie (perdrix, reptiles, amphibiens, chauve-souris, etc.). 
Des mesures agri-environnementales appropriées peuvent aider cette espèce à survivre. On recommande notamment de conserver de mai à aout des zones enherbées fauchées et non-fauchées proches les unes des autres, ce qui pourrait par exemple être facilement réalisé en ne fauchant que la périphérie ou une bordure des zones habituellement fauchées en bordure de haies, talus, champs, etc., et en conservant une couverture (linéaire et/ou en taches) du sol par des chaumes qu'on laissera arrive à maturité. La zone fauchée faciliterait l'accès aux chaumes pour les passereaux (dont le bruant jaune), tout en évitant le risque de montée en graine de mauvaises herbes juste à côté de zones cultivées. Les bandes enherbées pourraient aussi pour partie au moins être fauchées plus tardivement. Dans les zones non fauchées, des chrysalides, et d'autres formes d'hivernation pourraient également permettre à de nombreux insectes de mieux survivre jusqu'au printemps suivant. Les années suivantes les zones non fauchées augmenteraient aussi l'offre en sites de nidification pour le Bruant jaune, ainsi que pour d'autres bruant et de nombreuses autres espèces plus ou moins inféodées à ces milieux. Il ne faut toutefois pas chercher à attirer les oiseaux sur des zones polluées ou bordant des voies de circulation fréquentées qui peuvent pour eux devenir des pièges écologiques (en raison par exemple de la pollution du sol, du bruit routier (qui peut déranger les oiseaux chanteurs) d'une éventuelle pollution lumineuse, et/ou du phénomène de roadkill.